# MIDAS 12
MIDAS 12 (ang. Missile Defense Alarm System) – amerykański satelita obrony przeciwrakietowej zbudowany w ramach programu MIDAS. Zadaniem należącego do US Air Force satelity było wykrywanie startujących wrogich rakiet balistycznych. Wraz z nim wyniesiono także satelitę geodezyjnego SECOR 8. Satelita znany był także jako RTS-1 3 (Research Test Series 1). Misja satelity zakończyła się sukcesem i przyczyniła się do powstania nowej generacji satelitów wczesnego ostrzegania typu DSP (Defense Support Program).

## Budowa i działanie

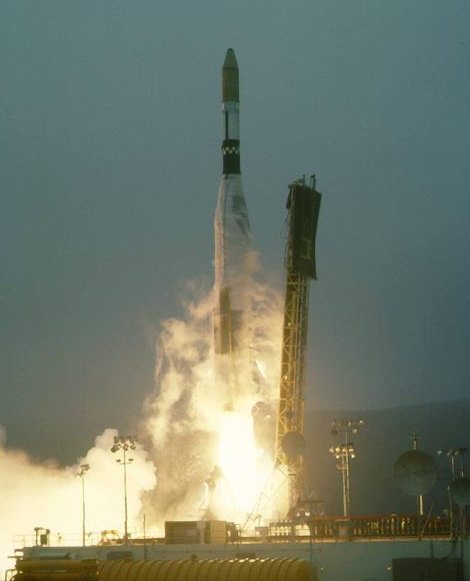
Start rakiety Atlas Agena D z satelitą MIDAS 12 na pokładzie, 5 października 1966 roku.

Bazując na doświadczeniach zdobytych przy budowie wcześniejszych satelitów z serii MIDAS, firma Aerojet opracowała zmodernizowaną serię satelitów tego typu. Nowe satelity zostały opracowane z myślą o wykrywaniu wrogich pocisków wystrzeliwanych z okrętów podwodnych i pocisków balistycznych średniego zasięgu. Cele te w porównaniu do pocisków dalekiego zasięgu emitowały mniej ciepła, przez co były trudniejsze do wykrycia. W celu polepszenia właściwości detekcyjnych, MIDAS 12 otrzymał nowy teleskop wykrywający emisję podczerwieni pracujących silników rakietowych, w skład którego wchodziły m.in. nowe filtry optyczne i 442 detektory podczerwieni z siarczku ołowiu. Nowy teleskop dzięki zmianom, miał w porównaniu do starszych satelitów MIDAS lepszą rozdzielczość, wynoszącą 30 sekund kątowych .

## Misja
Misja rozpoczęła się 5 października 1966 roku, kiedy rakieta Atlas Agena D wyniosła z kosmodromu Vandenberg na niską orbitę okołoziemską 12. satelitę z serii MIDAS. Po znalezieniu się na orbicie MIDAS 12 otrzymał oznaczenie COSPAR 1966-089A . Po znalezieniu się na planowanej orbicie, wszystkie systemy satelity działały poprawnie i przystąpił on do testów swoich urządzeń do wykrywania startów pocisków balistycznych. Satelita przekroczył planowany sześciomiesięczny czas działania na orbicie, funkcjonując przez 12 miesięcy. Wraz z bliźniaczym satelitą MIDAS 11, wykrywał wszystkie starty pocisków balistycznych mające miejsce w polu widzenia swojego teleskopu, pomimo pojawiających się niekorzystnych warunków atmosferycznych, w tym zachmurzenia. Łącznie oba satelity wykryły 139 startów rakiet balistycznych i 4 radzieckie stanowiska startowe.
Satelita pozostaje na orbicie o parametrach 3666 km w perygeum i 3729 km w apogeum .